# Ханна Габі Оділь
Ханна Габі Оділь (нід. і фр. Hanne Gaby Odiele; нар. 8 жовтня 1988) — бельгійська модель та інтерсекс активістка.

## Життєпис
Народилася 8 жовтня 1988 року в Кортрейку, Бельгія. Вона народилася інтерсексною, з Синдромом Морріса.
У дитинстві Оділь піддали коригуванню інтерсекс варіацій, які, за її словами, проводилися без її чи інформованої згоди її батьків. Оділь дізналась про свої інтерсекс варіації від лікаря, всього за кілька тижнів до початку модельної кар'єри.

### Кар'єра
Оділь була помічена Томом Ван Дорпе під час відвідування рок-фестивалю Novarock у Кортрейку, Бельгія. У 2005 році Оділь підписала контракт із Supreme Management у Нью-Йорку. У вересні Оділь дебютувала на подіумах, виступаючи для Marc by Marc Jacobs, Rodarte, Ruffian і Thakoon у Нью-Йорку. У 2006 році знялася для Vogue і стала обличчям Philosophy di Alberta Ferretti.
У грудні 2006 року Оділь потрапила під автомобіль, який проїхав на червоне світло, зламавши їй ноги. Після кількох операцій і кількох місяців інтенсивної фізіотерапії Оділь знову вийшла на подіум на весняно-осінніх показах 2008 року, виступаючи для Chanel, Givenchy, Prada та інших.
Оділь знімалася для таких журналів, як Vogue Italia, Marie Claire, Teen Vogue і Elle. З'являлася на обкладинках Vogue і французького Revue de Modes. Співпрацювала з найприбутковішими компаніями у галузі, у тому числі з Mulberry, Balenciaga, Anna Sui, Vera Wang і DKNY Jeans.
Наразі Оділь представляє Women Management у Нью-Йорку, Мілані та Парижі.

## Особисте життя
Оділь живе у Вільямсбурзі, Бруклін, в Нью-Йорку. У 2016 році одружилася з моделлю Джоном Свентеком.
Після публічного оприлюднення свого інтерсекс-статусу в 2017 році Оділь співпрацює з InterACT, щоб захищати права інтерсекс людей. У тому ж році в інтерв'ю The Times і Dazed вона описала свою ідентичність як інтерсексна жінка та своє прагнення до інтерсекс спільноти. У 2019 році Оділь здійснила камінг-аут як небінарна персона у фламандській газеті De Morgen. Вона використовує займенники they/them англійською та hen/hun голландською.